# Kim Byung-chul
Kim Byung-chul (hangul: 김병철; RR: Gim Byeongcheol; 5 de julio de 1974) es un actor surcoreano.

## Biografía
Estudió teatro en la Universidad Chung-Ang (중앙대학교 서울캠퍼스).

## Carrera
Es miembro de la agencia Story J Company (스토리제이컴퍼니).
En febrero de 2016 se unió al elenco recurrente de la popular serie Descendants of the Sun, donde dio vida a Park Byung-soo, un teniente coronel que luego es promovido a coronel dentro del ejército Tae Baek.
El 6 de marzo del mismo año se unió al elenco recurrente de la serie Mrs. Cop 2, donde interpretó a Min Jong-bum, un taxista que fue encarcelado injustamente por el caso de asesinato de Lee Ji-young, una estudiante universitaria en marzo de 2010.
En septiembre del mismo año se unió al elenco recurrente de la serie Shopaholic Louis donde dio vida a Lee Kyung-kook, un empleado de «Gold Group».
En diciembre del mismo año se unió al elenco recurrente de la popular serie Goblin (también conocida como Guardian: The Lonely and Great God) donde interpretó a Park Joong-heon, un manipulador y astuto eunuco de la dinastía Goryeo, hasta el final de la serie en enero de 2017.
En marzo de 2017 se unió al elenco recurrente de la serie Tunnel, donde dio vida al oficial Kwak Tae-hee, un detective del equipo 1 de crímenes violentos.
En mayo del mismo año se unió al elenco recurrente de la serie The Emperor: Owner of the Mask, donde interpretó a Kim Woo-jae, el hijo de Kim Dae-mok (Heo Joon-ho) y líder del grupo Pyungsoohwe, hasta el final de la serie en julio del mismo año.
En julio de 2018 se unió al elenco recurrente de la serie Mr. Sunshine, donde dio vida a Il-shik, un cazador de esclavos que termina convirtiéndose en el dueño de una tienda junto a Choon-sik (Bae Jung-nam).
En noviembre del mismo año se unió al elenco recurrente de la serie Sky Castle, donde interpretó a Cha Min-hyuk, el abusivo esposo de No Seung-hye (Yoon Se-ah), un profesor de derecho y exfiscal que es estricto con sus hijos, hasta el final de la serie el 1 de febrero de 2019.
El 20 de marzo de 2019 se unió al elenco principal de la serie Doctor Prisoner donde dio vida a Jo Se-hwang, un director médico que trabaja en la prisión West Seoul, hasta el final de la serie en mayo del mismo año.
El 20 de septiembre del mismo año se unió al elenco principal de la serie Pegasus Market donde interpretó a Jung Bok-dong, un hombre que luego de perder su puesto como ejecutivo, decide vengarse de la compañía que lo degradó, hasta el final de la serie el 6 de diciembre del mismo año.
En junio de 2021 se unirá al elenco recurrente de la serie Estamos muertos, donde dará vida a Lee Byeong-chan, un profesor de ciencias de la escuela secundaria Hyosan.

## Filmografía

### Series de televisión
| Año     | Título                         | Personaje                      | Notas                     | Ref.          |
| ------- | ------------------------------ | ------------------------------ | ------------------------- | ------------- |
| 2006    | Coma                           |                                |                           |               |
| 2010    | The Scarlet Letter             | Park Joong-goo                 |                           |               |
| 2014    | Modern Farmer                  | Jefe de Yoo Han-cheol          |                           |               |
| 2015    | Missing Noir M                 | Kang Yoon-goo                  | Aparición especial, ep. 6 |               |
| 2015    | Cheo Yong 2                    | Delincuente                    | Aparición especial, ep. 9 |               |
| 2016    | Descendants of the Sun         | Lt. Park Byung-soo             |                           |               |
| 2016    | Mrs. Cop 2                     | Min Jong-bum                   | Ep. 2, 5, 12-14, 16       |               |
| 2016    | Dramaworld                     | Kim Byung-chul                 |                           |               |
| 2016    | Love in the Moonlight          | Profesor del príncipe heredero | Aparición especial        | [ 12 ]        |
| 2016    | Shopaholic Louis               | Lee Kyung-kook                 |                           |               |
| 2016-17 | Goblin                         | Park Joong-heon                |                           |               |
| 2017    | Tunnel                         | Det. Kwak Tae-hee              |                           |               |
| 2017    | The Emperor: Owner of the Mask | Kim Woo-jae                    |                           |               |
| 2018    | Return                         |                                |                           |               |
| 2018    | Mr. Sunshine                   | Il-shik                        |                           |               |
| 2018-19 | Sky Castle                     | Prof. Cha Min-hyuk             |                           | [ 4 ]         |
| 2019    | Doctor Prisoner                | Dr. Jo Se-hwang                | 32 episodios              | [ 13 ]        |
| 2019    | Pegasus Market                 | Jung Bok-dong                  | 12 episodios              | [ 14 ] [ 15 ] |
| 2021    | Sisyphus: The Myth             | Seo Won-ju ("Sigma")           |                           | [ 16 ] [ 17 ] |
| 2021    | Estamos muertos                | Lee Byeong-chan                |                           |               |
| 2023    | Doctora Cha                    | Seo In-ho                      |                           | [ 18 ]        |
| 2024    | Perfect Family                 | Choi Jin-hyuk                  | 12 episodios              | [ 19 ] [ 20 ] |

### Películas
| Año  | Título                               | Personaje                   | Notas                                                                               |
| ---- | ------------------------------------ | --------------------------- | ----------------------------------------------------------------------------------- |
| 2003 | Once Upon a Time in a Battlefield    | Espía                       |                                                                                     |
| 2004 | R-Point                              | Cabo Joh Byung-hoon         | junto a Kam Woo-sung, Son Byong-ho, Park Sang-won, Lee Sun-kyun y Ahn Nae-sang      |
| 2007 | Bunt                                 | Árbitro                     |                                                                                     |
| 2007 | Hwang Jin Yi                         | Funcionario Público         |                                                                                     |
| 2007 | Return                               | Gerente Mortuario           |                                                                                     |
| 2007 | Punch Lady                           | Gye Sung-ha                 |                                                                                     |
| 2008 | The Guard Post                       | Sgt. Yoon (presente)        |                                                                                     |
| 2009 | Private Eye                          | Oficial Asistente           |                                                                                     |
| 2010 | Twilight Gangsters                   | Agente de Viajes            |                                                                                     |
| 2010 | Sex Volunteer: Open Secret 1st Story | Myung-joon                  |                                                                                     |
| 2010 | Dreams Come True                     | Sargento Kang               |                                                                                     |
| 2011 | Quick                                | Detective Park              | junto a Lee Min-ki, Kang Ye-won, Kim In-kwon, Xu Fan, Yoon Je-kyoon y Yoo Seung-mok |
| 2012 | Miss Conspirator                     | Dokgaegoori ("Poison Frog") |                                                                                     |
| 2013 | Precious Love                        | Hermano de On-yoo           |                                                                                     |
| 2015 | Wonderful Nightmare                  | Jin-man                     |                                                                                     |
| 2016 | Musudan                              | Jak Jeon-gwan               |                                                                                     |
| 2018 | The Discloser                        | Gerente Hwang               |                                                                                     |
| 2018 | Stand by Me                          | Encargado del Seguro        |                                                                                     |
| 2018 | The Backstreet Noir                  | Bae Chang-do                | [ 21 ]                                                                              |
| 2020 | Best Friend                          | Dong-shik                   |                                                                                     |

### Programas de variedades
| Año  | Título                           | Notas                |
| ---- | -------------------------------- | -------------------- |
| 2019 | Happy Together: Season 4         | (ep. #23) - invitado |
| 2019 | Amazing Saturday (DoReMi Market) | (ep. #75) - invitado |

### Presentador
| Año  | Evento                    | Notas                    |
| ---- | ------------------------- | ------------------------ |
| 2020 | 56th Baeksang Arts Awards | presentador de categoría |

### Teatro
| Año  | Título   | Personaje | Notas |
| ---- | -------- | --------- | ----- |
| 2016 | 보러와요 | -         |       |

### Revistas / sesiones fotográficas
| Año  | Título            | Notas                                 |
| ---- | ----------------- | ------------------------------------- |
| 2019 | High Cut Magazine | junto a Jung Joon-ho y Choi Won-young |

### Anuncios
| Año | Título                        | Notas                                                      |
| --- | ----------------------------- | ---------------------------------------------------------- |
| -   | 동아제약 모닝케어             | junto a Jung Joon-ho                                       |
| -   | 스터디맥스 스피킹맥스         | junto a Lee Seo-jin                                        |
| -   | 경찰청:3대반칙 예방법         | junto a Kwon Hyuk-soo                                      |
| -   | 동서식품 포스트 그래놀라      | junto a Kim Ji-won                                         |
| -   | 팔도 왕뚜껑                   | junto a Yoon Se-ah                                         |
| -   | 알바천국                      | junto a Somi                                               |
| -   | 코오롱인더스트리 클럽캠브리지 |                                                            |
| -   | 삼성생명                      |                                                            |
| -   | 천호엔케어 아이키쑤욱         |                                                            |
| -   | SK브로드밴드 B TV             | junto a Lee Jung-eun, Jang Gwang, Henry Lau y Heo Young-ji |

## Premios y nominaciones
| Año  | Premio                   | Categoría               | Trabajo         | Resultado |
| ---- | ------------------------ | ----------------------- | --------------- | --------- |
| 2017 | 10th Korea Drama Award   | Popular Character Award | Goblin          | Ganó      |
| 2019 | 55th Baeksang Arts Award | Best Supporting Actor   | Sky Castle      | Ganó      |
| 2019 | KBS Drama Award          | Best Supporting Actor   | Doctor Prisoner | Ganó      |